# Juan Píriz
Juan Píriz (Durazno, Uruguay, 17 de mayo de 1902-Montevideo, Uruguay, 23 de marzo de 1946) fue un futbolista de Uruguay que jugó en la posición de centrocampista.

## Carrera

### Club
| Periodo   | Club              |
| --------- | ----------------- |
| 1921-1927 | Peñarol           |
| 1928      | Nacional          |
| 1929-1937 | Defensor Sporting |

### Selección nacional
Jugó para Uruguay en nueve ocasiones de 1928 a 1937 y anotó tres goles; ganó la medalla de oro en los Juegos Olímpicos de Ámsterdam 1928 y la Copa América 1935.

## Logros

### Club
- Primera División de Uruguay (1): 1921
- Primera División de la Federación Uruguaya de Football (1): 1924
- Torneo del Consejo Provisorio (1): 1926

### Selección nacional
- Juegos Olímpicos (1): 1928
- Copa América (1): 1935